# Agrotis incurva
Agrotis incurva là một loài bướm đêm trong họ Noctuidae.